# Phrudocentra neis
Phrudocentra neis là một loài bướm đêm trong họ Geometridae.